# Wiesław Woda

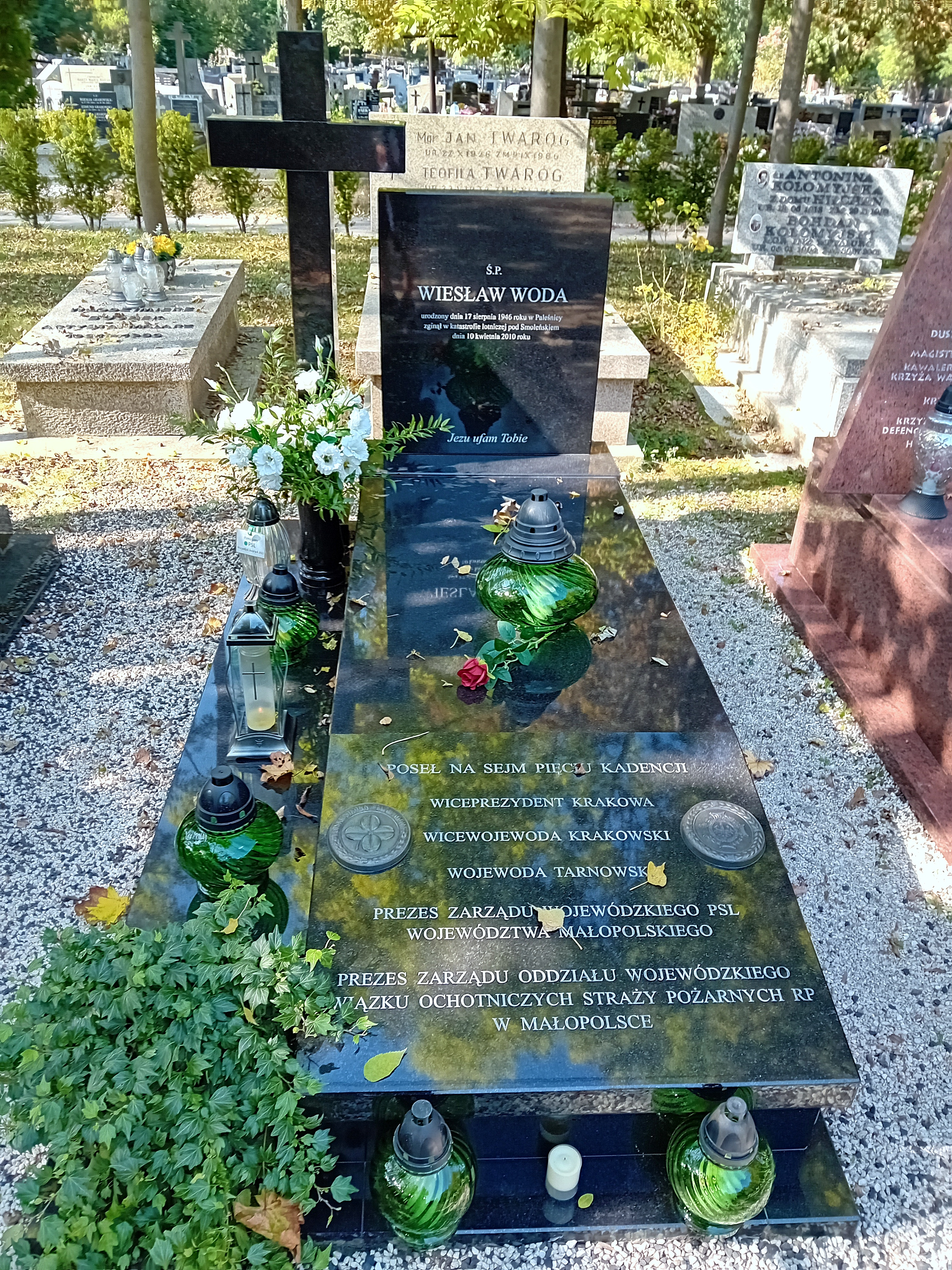
Grób Wiesława Wody na cmentarzu Rakowickim w Krakowie

Wiesław Woda (ur. 17 sierpnia 1946 w Paleśnicy, zm. 10 kwietnia 2010 w Smoleńsku) – polski polityk i urzędnik państwowy, inżynier rolnik, Wicewojewoda krakowski, wojewoda tarnowski, poseł na Sejm X, III, IV, V i VI kadencji.

## Życiorys
Syn Franciszka i Marii. Ukończył w 1969 studia na Wydziale Rolniczym Akademii Rolniczej w Krakowie. W latach 1973–1975 był wizytatorem szkolnym, a od 1975 do 1987 prezesem zarządu wojewódzkiego kółek rolniczych w Krakowie. Zasiadał w Radzie Narodowej miasta Krakowa (1976–1988). W latach 1987–1990 pełnił funkcję wiceprezydenta Krakowa, następnie przez ponad rok wicewojewody krakowskiego. Przez dwa lata kierował krakowskim biurem Agencji Własności Rolnej Skarbu Państwa. Od 1994 do 1997 zajmował stanowisko wojewody tarnowskiego.
Funkcję posła po raz pierwszy pełnił z puli Zjednoczonego Stronnictwa Ludowego w latach 1989–1991 w Sejmie kontraktowym, po przekształceniu ZSL należał do Polskiego Stronnictwa Ludowego „Odrodzenie” i następnie do Polskiego Stronnictwa Ludowego. 23 maja 1991 z rekomendacji PSL bez powodzenia kandydował na prezesa Najwyższej Izby Kontroli (w głosowaniu sejmowym wybrany został Walerian Pańko). W tym samym roku nie odnowił również mandatu poselskiego. Od 1991 do 1993 był członkiem Trybunału Stanu. W wyborach w 1997 ponownie uzyskał mandat poselski, reprezentując PSL. Z powodzeniem ubiegał się o reelekcję w 2001 i 2005. W wyborach parlamentarnych w 2007 po raz piąty został posłem, otrzymując w okręgu tarnowskim 13 365 głosów.
Od lipca 2007 do marca 2009 wchodził w skład Rady Służby Publicznej, w kwietniu 2009 został powołany na członka Rady Służby Cywilnej. W VI, podobnie jak w V kadencji Sejmu, pełnił funkcję wiceprzewodniczącego Polsko-Tajwańskiego Zespołu Parlamentarnego. Był także prezesem zarządu oddziału wojewódzkiego Związku Ochotniczych Straży Pożarnych Rzeczypospolitej Polskiej.
Zginął 10 kwietnia 2010 w katastrofie polskiego samolotu Tu-154M w Smoleńsku w drodze na obchody 70. rocznicy zbrodni katyńskiej. Uroczystości pogrzebowe odbyły się 25 kwietnia 2010. Mszę w Kościele Mariackim w Krakowie koncelebrował kardynał Stanisław Dziwisz, Wiesław Woda został następnie pochowany w alei zasłużonych na cmentarzu Rakowickim w Krakowie (kwatera LXIX, pas C/2/2).
W styczniu 2011 imieniem Wiesława Wody nazwano aulę w budynku Małopolskiego Urzędu Wojewódzkiego w Tarnowie, w którym odsłonięto również poświęconą mu tablicę pamiątkową. W czerwcu tego samego roku został pośmiertnie uhonorowany Srebrnym Medalem Honorowym za Zasługi dla Województwa Małopolskiego.
W 1988 został odznaczony Krzyżem Kawalerskim Orderu Odrodzenia Polski, 16 kwietnia 2010 pośmiertnie odznaczony Krzyżem Komandorskim Orderu Odrodzenia Polski.